# Les Fruits du paradis
Pour plus de détails, voir Fiche technique et Distribution.
Les Fruits du paradis (Ovoce stromu rajských jíme) est un film tchécoslovaque réalisé par Věra Chytilová, sorti en 1970. Le film est en sélection officielle au  Festival de Cannes 1970. Son histoire est une adaptation de celle d'Adam et Ève.

## Synopsis
Dans une pension de famille au bord de la mer, l'arrivée de Robert révèle l'érosion de l'amour d'Eva et de Josef. Eva ne tarde pas à découvrir que ce grand séducteur est en réalité un meurtrier, mais elle ne parvient pas à convaincre son mari. Attirée par Robert, ennuyée par son mari jaloux qui la trompait lui aussi, Eva manque de se faire tuer à plusieurs reprises. Toutefois, elle décide de faire confiance à Robert, peu effrayée à l'idée de mourir semble-t-il. Les amants finissent par s'avouer leur amour mais un accident survient avec l'arme de Robert et cette histoire d'amour se termine avec la mort du meurtrier. Le film s'achève par un écho au début du film, sur le thème de la pomme croquée par Eva. Elle qui souhaitait accéder à la vérité implore désormais son mari : "Ne te détourne pas. Ne cherche pas la vérité."

## Fiche technique
- Titre original : Ovoce stromu rajských jíme
- Titre français : Les Fruits du paradis
- Réalisation : Věra Chytilová
- Scénario : Věra Chytilová, Ester Krumbachova
- Directeur de la photographie : Jaroslav Kučera
- Son : Ladislav Hausdorf
- Décors : conception : Ester Krumbachova. Réalisation : Josef Dvorak
- Musique : Zdenek Liska
- Pays d'origine : Tchécoslovaquie
- Format : Couleurs - 35 mm - Mono
- Genre : drame
- Durée : 99 minutes
- Date de sortie : 1970

## Distribution
- Jitka Novákova : Eva
- Karel Novak : Josef
- Jan Schmid : Robert